# Макошинское
Макошинское (укр. Макошинське) — бывшее село в Менском районе Черниговской области Украины. Село было подчинено Лесковскому сельсовету.

## История
По состоянию на 1986 год население — 10 человек. Решением Черниговского областного совета от 30.03.1993 года село снято с учёта, в связи с переселением жителей.

## География
Было расположено в пойме Десны, между реками Берёза и Ложь — юго-восточнее села Червоные Луки. Северо-восточнее расположено кладбище.